# 若之里忍
若之里忍（日语： Wakanosato Shinobu，1976年7月10日—），原名古川忍，日本青森縣弘前市出身的前大相撲力士。所屬相撲部屋為鳴戶部屋（引退時田子之浦部屋）。身高185cm、体重163kg、血型O型。
他在1992年開始專業相撲生涯，在1998年到達幕內級別，最高位置是關脇。（在2002年-2005年）和10次得到三賞。後成積下滑在2015年引退，他後來成為日本相撲協會的年寄襲名西岩，在2018年2月成立自己的部屋。
他也是相撲比賽的副裁判(審判 (相撲))。